# Hawa, Idlib
Hawa, Idlib (tiếng Ả Rập: حوا) là một ngôi làng Syria nằm ở Sinjar Nahiyah ở huyện Maarrat al-Nu'man, Idlib. Theo Cục Thống kê Trung ương Syria (CBS), Hawa, Idlib có dân số 960 trong cuộc điều tra dân số năm 2004.